# مواقع الأخبار الاجتماعية
موقع الأخبار الاجتماعية، هي مواقع ويب تعرض بعض القصص التي يقوم بنشرها المستخدم.  يتم تصنيف هذه القصص على أساس الشعبية، كما يتم التصويت عليها من قبل المستخدمين الآخرين للموقع أو من قبل مسؤولي الموقع. 
عادةً ما يعلق المستخدمون عبر الإنترنت على المنشورات الإخبارية ويمكن أيضًا تصنيف هذه التعليقات من حيث الشعبية.  منذ ظهورها مع ولادة ويب 2.0 ، تم استخدام مواقع الأخبار الاجتماعية لربط العديد من أنواع المعلومات، بما في ذلك الأخبار والفكاهة والدعم والمناقشة.  تسمح جميع مواقع الويب هذه للمستخدمين بإرسال المحتوى ويختلف كل موقع في كيفية إدارة المحتوى.  في مواقع سلاش دوت وفارك ، يقرر المسؤولون المقالات التي يتم اختيارها للصفحة الأولى.  في ريق و ريديت، تظهر المقالات التي تحصل على أكبر عدد من الأصوات من مجتمع المستخدمين في الصفحة الأولى.  تتميز العديد من مواقع الأخبار الاجتماعية أيضًا بنظام التعليق عبر الإنترنت ، حيث يناقش المستخدمون المشكلات التي أثيرت في المقالة.  قامت بعض هذه المواقع أيضًا بتطبيق نظام التصويت الخاص بها على التعليقات ، بحيث يتم عرض التعليقات الأكثر شيوعًا أولاً.  تحتوي بعض مواقع الأخبار الاجتماعية أيضًا على خدمة شبكات اجتماعية ، حيث يمكن للمستخدمين إنشاء ملف تعريف مستخدم ومتابعة نشاط المستخدمين الآخرين عبر الإنترنت على موقع الويب.
مثل العديد من أدوات ويب 2.0 الأخرى ، تستخدم مواقع الأخبار الاجتماعية الذكاء الاجتماعي لجميع المستخدمين للعمل.  مواقع الأخبار الاجتماعية أيضًا "تتضمن التعزيز التقني والاقتصادي والقانوني والبشري للاستخبارات الموزعة عالميًا والتي ستطلق ديناميكية إيجابية للاعتراف وتعبئة المهارات".  تساعد مواقع الأخبار الاجتماعية المشاركين على مشاركة الرؤية الجماعية والوعي بكيفية تكامل أفعالهم مع تصرفات الأفراد الآخرين.  توفر مواقع الأخبار الاجتماعية طريقة جديدة ومبتكرة للمشاركة في مجتمع تغمره باستمرار المعلومات الجديدة.  تتضمن مواقع الأخبار الاجتماعية  "فرصًا للتعلم من نظير إلى نظير ، وتغيير الموقف تجاه الملكية الفكرية ، وتنويع التعبير الثقافي ، وتنمية المهارات ذات القيمة في مكان العمل الحديث ، وتصور أكثر تمكينًا للمواطنة".  يمكن لهذه المواقع أن تساعد في تشكيل وإعادة تشكيل الآراء ووجهات النظر الديمقراطية.
قد تخفف مواقع الأخبار الاجتماعية من حراسة مصادر الأخبار السائدة وتسمح للجمهور بتحديد ما يعتبر "أخبارًا" ، مما قد يسهل ثقافة تشاركية أكثر.  تدعم أيضًا المشاركة الديمقراطية من خلال السماح للمستخدمين عبر الحدود الجغرافية والوطنية بالوصول إلى نفس المعلومات ، والاستجابة لآراء ومعتقدات المستخدمين الآخرين ، وإنشاء مجال افتراضي للمستخدمين للمساهمة فيه.

## المواقع
فارك
فارك ، التي بدأت في عام 1997 ، تقدم أخبارًا حول أي موضوع.  على فارك ، يمكن للمستخدمين إرسال مقالات إلى مسؤولي الموقع.  كل يوم ، يختار هؤلاء المسؤولون 50 مقالة لعرضها على الصفحة الأولى.
سلاش دوت
بدأ موقع سلاش دوت في عام 1997 ، وكان من أوائل مواقع الأخبار الاجتماعية.  يركز بشكل أساسي على الأخبار المتعلقة بالعلوم والتكنولوجيا.  يمكن للمستخدمين إرسال القصص ويقوم المحررون باختيار أفضل القصص كل يوم للصفحة الأولى.  يمكن للمستخدمين بعد ذلك نشر التعليقات على القصص. أدى تدفق حركة مرور الويب الذي نتج عن ارتباط سلاش دوت إلى مواقع الويب الخارجية إلى التأثير الذي يطلق عليه تأثير سلاش دوت
ديق
ديق، التي بدأت في ديسمبر 2004 ، قدمت نظام التصويت.  يتيح هذا النظام للمستخدمين "حفر" أو "دفن" المقالات.  "الحفر" يعادل التصويت الإيجابي ، بحيث يتم عرض المقالات الشعبية أولاً.  لا يؤدي "الدفن" إلى خفض درجة المقالة.  ومع ذلك ، إذا تم دفن المقالة مرات كافية ، فسيتم حذفها تلقائيًا من الموقع.  تقدم ديق خدمة الشبكات الاجتماعية ، حيث يمكن للأعضاء متابعة الأعضاء الآخرين وإنشاء ملفات تعريف شخصية بمعلومات حول اهتماماتهم.
ريديت
ريديت، الذي بدأ في يونيو 2005 ، هو موقع إخباري اجتماعي حيث يمكن للمستخدمين إرسال المقالات والتعليقات والتصويت على هذه المشاركات.  يتم تنظيم عمليات الإرسال في فئات تسمى "سب ريديتس".  على عكس ديق ، ريديت، يمكن للمستخدمين التأثير بشكل مباشر على درجة المقالة.  "التصويت الإيجابي" سيزيد النتيجة و "التصويت السلبي" سينقصها.  يتم عرض المقالات الحاصلة على أعلى الدرجات في الصفحة الأولى.  هناك أيضًا صفحة للمقالات "المثيرة للجدل" ، والتي تحتوي على عدد متساوٍ تقريبًا من الأصوات المؤيدة والمعارضة.  نشأت نقاشات حول حرية التعبير بسبب إغلاق "سب ريديتس" الفاحشة أو غير القانونية (بما في ذلك / ار /جالبيت ، وهي مجموعة من صور القاصرين الموحية جنسيًا.)  قدم ريديت نظامًا للمجتمعات التي أنشأها المستخدمون تسمى "سب ريديتس"، وهي في الأساس فئات لنوع معين من الأخبار.  يتم عرض التعليقات على المنشورات المميزة بطريقة هرمية بناءً على الأصوات أيضًا.  يتمتع المستخدمون بالقدرة على كسب "الكرمة" مقابل مشاركتهم ووقتهم على الموقع.
 نيوز فين
نيوز فين، الذي بدأ في مارس 2006 ، هو موقع إخباري اجتماعي يركز في الغالب على السياسة، على الصعيدين الدولي والمحلي.  تسمح الصفحة الرئيسية لبرنامج نيوز فين للمستخدمين بتخصيص "البذور" وموجز الأخبار.  يتلقى المستخدمون مقالات عبر "ذا واير" من مصادر بما في ذلك ذا اسوسيتيد بوست أو ذا هافنجتون بوست ، ومن "ذا فين" تدفق محتوى من مستخدمي نيوز فين الآخرين.  يعرض "توب اوف ذا فين" المقالات الأكثر تصويتًا والتعليق على مقالات اليوم أو الأسبوع أو الشهر أو السنة.  بالإضافة إلى ذلك ، يسمح نيوز فين للأعضاء بإنشاء "عمود قابل للتخصيص" خاص بهم ، والذي يمكن أن يبرز محتوى المستخدم المنشور ، والتعليقات الأخيرة ، والمعلومات حول عضو نيوز فين المحدد.
هاكر نيوز
بدأ موقع هاكر نيوز في فبراير 2007 ، وهو موقع إخباري اجتماعي يركز على علوم الكمبيوتر وريادة الأعمال، أنشأه بول جراهام وتديره حاضنة بدء التشغيل الخاصة به ، ي كومبينيتور.
فيداليزر
كان فيد الايزر عبارة عن مجمّع وسائط اجتماعية على سطح المكتب وعبر الأنظمة الأساسية تم إنشاؤه باستخدام ادوب انتيقريتيد رن تايم التي تدمج التحديثات من مواقع التواصل الاجتماعي ومواقع الشبكات الاجتماعية.  يمكن للمستخدمين بعد ذلك استخدام هذا التطبيق لتحديث تلك المواقع من سطح المكتب الخاص بهم وعرض دفق موحد للمعلومات.
ناو ذس نيوز
ناو ذس نيوز هي منظمة إخبارية تقدمية تركز على وسائل التواصل الاجتماعي تأسست في عام 2012. تنشر الشركة مقاطع فيديو إخبارية قصيرة (في معظم الحالات مدتها 15 ثانية) ومحتوى شديد الحزبية ، والذي يحركه العاطفة بشكل أساسي من أجل توليد المشاهدات والمشاركة.
فوات
فوات، الذي تم إطلاقه في أبريل 2014 وتوقف في ديسمبر من عام 2020 ، كان أيضًا موقعًا إخباريًا اجتماعيًا ويشبه إلى حد كبير ريديت بصريًا وعمليًا.  كان للموقع وجهة نظر سياسية أمريكية يمينية متطرفة.
منشوري
التعلم الآلي المشترك المنشوري وتصميم تجربة المستخدم والتصميم التفاعلي لإنشاء طريقة جديدة لاكتشاف الوسائط واستهلاكها ومشاركتها.  استخدمت البرامج المنشورة تجميع الشبكات الاجتماعية وخوارزميات التعلم الآلي لتصفية المحتوى الذي يتماشى مع اهتمامات مستخدم معين.  تم دمج بريس ماتيك مع فيسبوك وتويتر وبوكيت لجمع معلومات حول اهتمامات المستخدم واقتراح القصص الأكثر صلة بقراءتها.

## روابط خارجية
- قائمة مواقع شبكات اجتماعية
- كيفية اكتشاف الأخبار الكاذبة
- أشهر مواقع التواصل الاجتماعي
- أنواع المحتوى على شبكة الإنترنت .